# Bar da incubo
Bar da incubo (Bar Rescue) è un programma televisivo statunitense trasmesso dall'emittente TV Spike dal 17 luglio 2011, dove all'esperto della gestione dei bar, Jon Taffer, è affidato il compito di risollevare le sorti di locali in crisi, trasformandoli nei posti più cool ed esclusivi della città. Un compito impegnativo per un grande professionista del settore, che può contare sul lancio e il successo di oltre seicento locali nella sua carriera e che oggi si trova a capo di un'affermata azienda di consulenza nel settore bar/club.
In Italia  la prima stagione viene trasmessa dal 22 maggio 2014 sul canale satellitare Sky Uno, a pagamento. Successivamente le puntate vengono trasmesse su Cielo dal 5 settembre 2014 e (a differenza della versione a pagamento) gli episodi vengono trasmesse in ordine numerico. Dal 2017 il programma televisivo va in onda sul canale Spike.

## Puntate
| Stagione         | Puntate | Prima TV USA     | Prima TV in Italia | Prima TV in Italia e in chiaro |
| ---------------- | ------- | ---------------- | ------------------ | ------------------------------ |
| Prima stagione   | 10      | 17 luglio 2011   | 22 maggio 2014     | 5 agosto 2014                  |
| Seconda stagione | 10      | 29 luglio 2012   | N/A                | N/A                            |
| Terza stagione   | 40      | 10 febbraio 2013 | N/A                | N/A                            |
| Quarta stagione  | 58      | 5 ottobre 2014   | N/A                | N/A                            |
| Speciali         | 6       | 27 ottobre 2013  | N/A                | N/A                            |

### Stagione 1
| nº | Titolo - Nome del Bar                            | Prima TV USA      | Prima TV in Italia | Prima TV in Italia e in Chiaro |
| -- | ------------------------------------------------ | ----------------- | ------------------ | ------------------------------ |
| 1  | Fallen Angels - Angel's Sports Bar               | 17 luglio 2011    | 29 maggio 2014     | 05 settembre 2014              |
| 2  | Downey's and Out - Downey's Irish Pub            | 24 luglio 2011    | 19 giugno 2014     | 12 settembre 2014              |
| 3  | Shabby Abbey - The Abbey Pub                     | 31 luglio 2011    | 12 giugno 2014     | 05 ottobre 2014                |
| 4  | Beach Bummer - Kilkenny's Irish Pub              | 31 luglio 2011    | 22 maggio 2014     | 11 ottobre 2014                |
| 5  | Swanky Troubles - Swanky Bubbles                 | 14 agosto 2011    | 26 giugno 2014     | N/A                            |
| 6  | The Blue Frog Sings The Blues - The Blue Frog 22 | 21 agosto 2011    | 5 giugno 2014      | N/A                            |
| 7  | Bad To The Bone - The Chicken Bone               | 28 agosto 2011    | 10 luglio 2014     | N/A                            |
| 8  | Chumps - Champs Sports Pub                       | 11 settembre 2011 | 3 luglio 2014      | N/A                            |
| 9  | Bar Fight - The Canyon Inn                       | 18 settembre 2011 | 17 luglio 2014     | N/A                            |
| 10 | Hogtied Ham's - Angry Ham's Garage               | 18 settembre 2011 | 24 luglio 2014     | N/A                            |

1. ↑  Rinominato in Racks Billiards & Bourbon
2. ↑  Rinominato in Breakwall, successivamente chiuso
3. ↑  Rinominato in Sheer, successivamente chiuso
4. ↑  Rinominato in The Local
5. ↑  Rinominato in The Bone, successivamente chiuso per delle violazioni in una ispezione
6. ↑  Rinominato in The Canyon Saloon
7. ↑  Rinominato in Octane